# Северо-Восточная Мексика

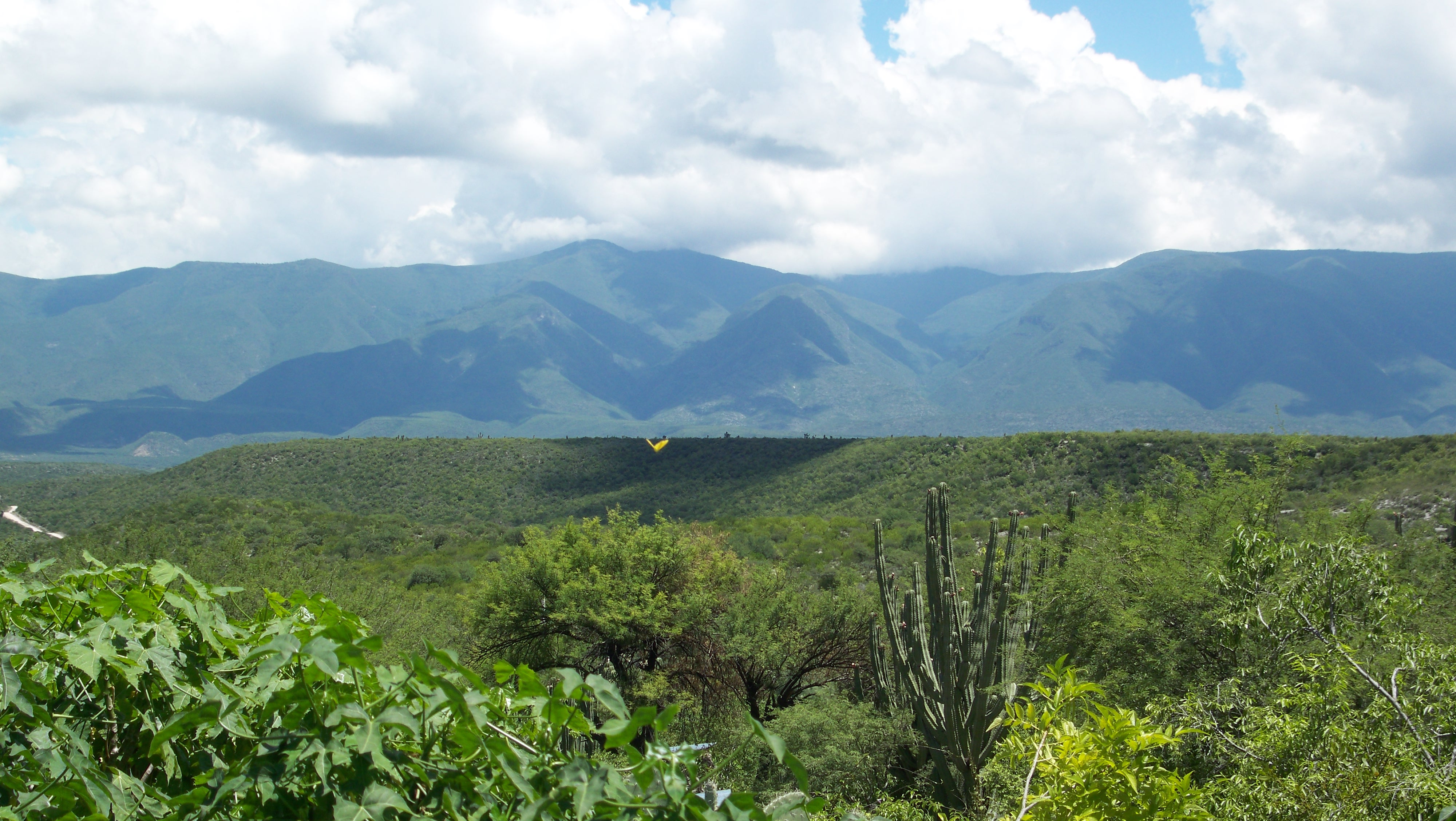
Восточная Сьерра-Мадре, штат Тамаулипас

Се́веро-Восто́чная Ме́ксика (исп. Noreste de México) — физико-географический макрорегион, охватывающий север-восточные территории Мексики. Этот термин не является официальным, такого рода административно-территориальной единицы в составе Мексики нет. Обычно к Северо-Восточной Мексике относят штаты Коауила, Нуэво-Леон и Тамаулипас. Северо-Восточная Мексика ограничена с севера рекой Рио-Браво-дель-Норте, с востока Мексиканским заливом, с юга штатами Веракрус, Сакатекас и Сан-Луис-Потоси, с запада штатами Чиуауа и Дуранго. Является составной частью ещё более обширного региона — Северной Мексики. В экономическом и социальном плане, один из наиболее развитых регионов Мексики, и в целом Латинской Америки.

## Общие сведения
| Северо-Восточная Мексика |      |                 |               |                    |                              |              |
| Штат                     | Герб | Столица         | Площадь (км²) | Муниципалитеты     | Численность населения (2020) | Часовой пояс |
| Коауила                  |      | Сальтильо       | 151 445       | 38 муниципалитетов | 3 146 771                    | UTC−6:00     |
| Нуэво-Леон               |      | Монтеррей       | 64 203        | 51 муниципалитет   | 5 784 442                    | UTC−6:00     |
| Тамаулипас               |      | Сьюдад-Виктория | 80 148        | 43 муниципалитета  | 3 527 735                    | UTC−6:00     |

## Культурные особенности
В плане экосистем это наименее изученный регион Мексики, и в то же время самый передовой по развитию человеческого потенциала и качеству жизни, кроме того, данный регион имеет самый низкий уровень бедности и неграмотности в стране.
Культура США оказывает большое влияние на этот регион, как и в целом на всю Северную Мексику, в особенности на молодое поколение. Подростки из среднего и высшего класса в основном ориентируются на моду северного соседа.